# Гейті (Міссурі)
Гейті (англ. Hayti) — місто (англ. city) в США, в окрузі Пеміскот штату Міссурі. Населення — 2493 особи (2020).

## Географія
Гейті розташоване за координатами 36°13′57″ пн. ш. 89°44′51″ зх. д. / 36.23250° пн. ш. 89.74750° зх. д. (36.232528, -89.747362).  За даними Бюро перепису населення США в 2010 році місто мало площу 5,98 км², з яких 5,95 км² — суходіл та 0,03 км² — водойми.

## Демографія
Згідно з переписом 2010 року, у місті мешкало 2939 осіб у 1258 домогосподарствах у складі 739 родин. Густота населення становила 492 особи/км².  Було 1376 помешкань (230/км²).
Расовий склад населення:
| - 52,2 % — білих - 45,1 % — чорних або афроамериканців - 0,3 % — корінних американців - 0,3 % — азіатів |

До двох чи більше рас належало 1,5 %. Частка іспаномовних становила 1,0 % від усіх жителів.
За віковим діапазоном населення розподілялося таким чином: 26,9 % — особи молодші 18 років, 56,7 % — особи у віці 18—64 років, 16,4 % — особи у віці 65 років та старші. Медіана віку мешканця становила 38,2 року. На 100 осіб жіночої статі у місті припадало 84,4 чоловіків;  на 100 жінок у віці від 18 років та старших — 78,3 чоловіків також старших 18 років.
Середній дохід на одне домашнє господарство  становив 34 243 долари США (медіана — 22 964), а середній дохід на одну сім'ю — 40 067 доларів (медіана — 30 165). Медіана доходів становила 37 278 доларів для чоловіків та 22 828 доларів для жінок. За межею бідності перебувало 27,4 % осіб, у тому числі 34,6 % дітей у віці до 18 років та 23,0 % осіб у віці 65 років та старших.
Цивільне працевлаштоване населення становило 897 осіб. Основні галузі зайнятості: освіта, охорона здоров'я та соціальна допомога — 27,8 %, роздрібна торгівля — 22,7 %, виробництво — 20,8 %.